# IC 2064
IC 2064  ist eine Elliptische Galaxie vom Hubble-Typ E0 im Sternbild Eridanus am Südsternhimmel. Sie ist schätzungsweise 422 Millionen Lichtjahre von der Milchstraße entfernt und hat einen Durchmesser von etwa 50.000 Lichtjahren.
Im selben Himmelsareal befinden sich u. a. die Galaxien NGC 1561, NGC 1563, NGC 1564, NGC 1565.
Das Objekt wurde im Jahr 1899 von Herbert Alonzo Howe entdeckt.